# Alessandro Crescenzi (calciatore)
Alessandro Crescenzi (Marino, 25 settembre 1991) è un calciatore italiano, difensore svincolato.

## Caratteristiche tecniche
In possesso di una notevole resistenza, è un terzino - può essere utilizzato sia a destra che a sinistra - preciso nel servire cross ai compagni e in grado di svolgere con efficacia entrambe le fasi di gioco. Inizia la carriera da esterno, salvo poi abbassarsi a terzino sotto la guida di Andrea Stramaccioni, ai tempi in cui militava nelle giovanili della Roma.

## Carriera

### Club

#### Gli inizi, l'esordio in A e il Grosseto
Compie i suoi primi passi nell'A.S. Marino '90, squadra della sua città natale. Passa quindi alla Roma, dove effettua tutta la trafila nel settore giovanile. Esordisce in Serie A il 15 marzo 2009 in Sampdoria-Roma (2-2), subentrando al 35' della ripresa al posto di Jérémy Ménez. Il 6 agosto successivo va in prestito al Grosseto, in Serie B. Esordisce coi maremmani il 17 ottobre 2009 in Grosseto-Padova (2-2), sostituendo nei minuti finali Thomas Job. Chiude la stagione con sole 6 presenze.

#### Crotone, Bari e prestito al Pescara
Il 17 luglio 2010 viene ceduto in prestito dai capitolini al Crotone. Debutta coi calabresi il 22 agosto nel derby esterno terminato a reti bianche contro la Reggina, rilevando al 57' Marco Cabeccia. Chiude la stagione con 33 presenze. Al termine del campionato viene riscattato dalla Roma per 175 000 euro.
Il 5 agosto 2011 passa in prestito al Bari. Esordisce coi pugliesi il 14 agosto in Bari-Spezia (1-0), valida per il secondo turno di Coppa Italia, giocando titolare. Il 21 dello stesso mese, alla vigilia della partita di coppa da disputare contro l'Avellino, rimane ferito durante un diverbio scoppiato tra Salvatore Masiello e Zdeněk Zlámal, al termine di uno scherzo (avvenuto in un ristorante) e poi degenerato, procurandosi due profonde ferite al braccio destro e un'emorragia, bloccata in seguito con quaranta punti di sutura. Esordisce in campionato alla quarta giornata, nella trasferta persa contro il Padova (1-0), giocando titolare. Chiude la stagione con 30 presenze in Serie B e 2 in Coppa Italia.
Il 2 agosto 2012 viene ufficializzato il suo passaggio in prestito al Pescara. In sei mesi ottiene, tuttavia, solamente una presenza in Coppa Italia, nella partita persa ai sedicesimi di finale contro il Cagliari per 4-2.

#### Novara, Ajaccio e ritorno a Novara
Il 25 gennaio 2013 rescinde il contratto che lo legava agli abruzzesi, facendo dapprima ritorno a Roma per poi essere girato al Novara, in Serie B. Il 16 marzo 2013 segna il suo primo gol in carriera da professionista, nella partita Novara-Crotone terminata 5-1. Nella prima esperienza a Novara ottiene 18 presenze (20 contando i play-off) e quest'unico gol.
Il 30 agosto seguente i giallorossi lo cedono in prestito al club francese dell'Ajaccio. Il 17 gennaio 2014, dopo 11 presenze tra campionato di Ligue 1 e le due coppe (Coppa di Lega e Coppa di Francia), fa ritorno ai capitolini che lo girano di nuovo al Novara; conclude la sua seconda esperienza in Piemonte con 21 presenze comprese i play-off in Serie B.

#### Perugia e promozione in A con il Pescara
Il 9 agosto dello stesso anno passa in prestito al Perugia, neopromosso in Serie B; con gli umbri totalizza 42 presenze stagionali raggiungendo i play-off, persi al turno preliminare contro il Pescara, club con il quale gioca nella stagione seguente sempre in prestito. Con gli abruzzesi vince i play-off promozione per salire in Serie A totalizzando ben 27 presenze. L'11 luglio 2016 viene acquistato a titolo definitivo dagli abruzzesi per 300 000 euro.

#### Approdo al Verona e prestito alla Cremonese
Il 12 luglio 2018 passa a titolo definitivo al Verona, neo-retrocesso in Serie B, firmando un contratto triennale fino al giugno 2021. Dopo avere trovato poco spazio in Serie B, la squadra ottiene la promozione in Serie A ma lui non gioca mai, indi per cui il 28 gennaio 2020 viene ceduto in prestito alla Cremonese, che il 24 agosto 2020 lo riscatta a titolo definitivo.

#### Ritorno al Pescara
Il 29 settembre del 2022, dopo essersi svincolato in estate, firma un contratto di un anno con opzione per il secondo con il Pescara, facendo ritorno alla squadra abruzzese dopo quattro anni.

### Nazionale
Il 25 marzo 2009 esordisce invece nella Nazionale Under-21 allenata da Pierluigi Casiraghi, entrando al posto di Di Gennaro al 41' del secondo tempo della partita amichevole Austria-Italia (2-2). Il 23 aprile 2009 viene incluso tra i convocati dell'Under-18 che prende parte alla Slovakia Cup, poi vinta dagli azzurri, venendo eletto miglior giocatore del torneo.
Il 9 giugno 2009 viene incluso dal tecnico Francesco Rocca tra i giocatori che disputeranno i Giochi del Mediterraneo Pescara 2009 con la Nazionale Under-20. Esordisce nella competizione il 25 giugno nel match di apertura disputato contro la Siria, poi pareggiato 1-1, subentrando al 23' del secondo tempo a Silvano Raggio Garibaldi. A fine torneo arriva secondo vincendo l'argento.
L'11 settembre 2009 viene convocato dall'allenatore Rocca per il Mondiale Under-20. Fa il suo debutto nel pareggio a reti bianche contro il Paraguay, subentrando al 37' della ripresa al posto di Matteo Gentili.
Il 1º luglio 2010 il tecnico dell'Under-19 Massimo Piscedda lo include nella lista dei giocatori che parteciperanno agli Europei U-19, disputati in Francia. Esordisce nella competizione il 18 luglio nella sconfitta contro il Portogallo (0-2), giocando titolare. Nel 2011 gioca invece in Torneo di Tolone giungendo al terzo posto.

## Statistiche

### Presenze e reti nei club
Statistiche aggiornate al 20 maggio 2024.
| Stagione         | Squadra          | Campionato       | Campionato | Campionato | Coppe nazionali | Coppe nazionali | Coppe nazionali | Coppe continentali | Coppe continentali | Coppe continentali | Altre coppe | Altre coppe | Altre coppe | Totale | Totale |
| Stagione         | Squadra          | Comp             | Pres       | Reti       | Comp            | Pres            | Reti            | Comp               | Pres               | Reti               | Comp        | Pres        | Reti        | Pres   | Reti   |
| ---------------- | ---------------- | ---------------- | ---------- | ---------- | --------------- | --------------- | --------------- | ------------------ | ------------------ | ------------------ | ----------- | ----------- | ----------- | ------ | ------ |
| 2008-2009        | Roma             | A                | 1          | 0          | CI              | 0               | 0               | UCL                | 0                  | 0                  | SI          | 0           | 0           | 1      | 0      |
| 2009-2010        | Grosseto         | B                | 6          | 0          | CI              | 0               | 0               | -                  | -                  | -                  | -           | -           | -           | 6      | 0      |
| 2010-2011        | Crotone          | B                | 33         | 0          | CI              | 0               | 0               | -                  | -                  | -                  | -           | -           | -           | 33     | 0      |
| 2011-2012        | Bari             | B                | 30         | 0          | CI              | 2               | 0               | -                  | -                  | -                  |             | -           | -           | 32     | 0      |
| 2012-gen. 2013   | Pescara          | A                | 0          | 0          | CI              | 1               | 0               | -                  | -                  | -                  | -           | -           | -           | 1      | 0      |
| gen.-giu. 2013   | Novara           | B                | 18+2       | 1          | CI              | 0               | 0               | -                  | -                  | -                  | -           | -           | -           | 20     | 1      |
| 2013-gen. 2014   | Ajaccio          | L1               | 9          | 0          | CF+CdL          | 1+1             | 0               | -                  | -                  | -                  | -           | -           | -           | 11     | 0      |
| gen.-giu. 2014   | Novara           | B                | 19+2       | 0          | CI              | 0               | 0               | -                  | -                  | -                  | -           | -           | -           | 21     | 0      |
| Totale Novara    | Totale Novara    | Totale Novara    | 37+4       | 1          |                 | 0               | 0               |                    | -                  | -                  |             | -           | -           | 41     | 1      |
| 2014-2015        | Perugia          | B                | 39+1       | 0          | CI              | 3               | 0               | -                  | -                  | -                  | -           | -           | -           | 43     | 0      |
| 2015-2016        | Pescara          | B                | 23+4       | 0          | CI              | 0               | 0               | -                  | -                  | -                  | -           | -           | -           | 27     | 0      |
| 2016-2017        | Pescara          | A                | 21         | 0          | CI              | 0               | 0               | -                  | -                  | -                  | -           | -           | -           | 21     | 0      |
| 2017-2018        | Pescara          | B                | 29         | 1          | CI              | 1               | 0               | -                  | -                  | -                  | -           | -           | -           | 30     | 1      |
| 2018-2019        | Verona           | B                | 12         | 0          | CI              | 2               | 0               | -                  | -                  | -                  | -           | -           | -           | 14     | 0      |
| set.-dic. 2019   | Verona           | A                | 0          | 0          | CI              | -               | -               | -                  | -                  | -                  | -           | -           | -           | 0      | 0      |
| Totale Verona    | Totale Verona    | Totale Verona    | 12         | 0          |                 | 2               | 0               |                    | -                  | -                  |             | -           | -           | 14     | 0      |
| gen.-giu. 2020   | Cremonese        | B                | 12         | 0          | CI              | -               | -               | -                  | -                  | -                  | -           | -           | -           | 12     | 0      |
| 2020-2021        | Cremonese        | B                | 8          | 0          | CI              | 2               | 0               | -                  | -                  | -                  | -           | -           | -           | 10     | 0      |
| 2021-2022        | Cremonese        | B                | 21         | 0          | CI              | 1               | 0               | -                  | -                  | -                  | -           | -           | -           | 22     | 0      |
| Totale Cremonese | Totale Cremonese | Totale Cremonese | 41         | 0          |                 | 3               | 0               |                    | -                  | -                  |             | -           | -           | 44     | 0      |
| 2022-2023        | Pescara          | C                | 22+2       | 0          | CI-C            | 1               | 0               | -                  | -                  | -                  | -           | -           | -           | 25     | 0      |
| Totale Pescara   | Totale Pescara   | Totale Pescara   | 95+6       | 1          |                 | 3               | 0               |                    | -                  | -                  |             | -           | -           | 104    | 1      |
| 2023-2024        | Monterosi Tuscia | C                | 15+2       | 0          | CI-C            | 0               | 0               | -                  | -                  | -                  | -           | -           | -           | 17     | 0      |
| Totale carriera  | Totale carriera  | Totale carriera  | 331        | 2          |                 | 15              | 0               |                    | 0                  | 0                  |             | 0           | 0           | 346    | 2      |